# ムルタラ・ムハンマド
ムルタラ・ラマト・ムハンマド（英語: Murtala Ramat Mohammed, 1938年11月8日 - 1976年2月13日）は、ナイジェリアの軍人、政治家。同国第4代国家元首。1975年7月29日、准将の地位にあった時、ヤクブ・ゴウォン軍事政権をクーデターで打倒した。最高軍事評議会議長として全権を掌握し、前政権下で横行した腐敗を一掃するべく性急な改革を実施し、ソ連寄り外交を展開した。
1976年2月13日、ディムカ中佐のクーデターで殺害されたが、オルシェグン・オバサンジョ参謀総長が鎮圧し、ムハンマドの路線を踏襲した。

## 権力掌握まで
ムハンマドはゴウォン政権の前のジョンソン・アグイイ＝イロンシ政権にも反対していた。イロンシはイボ系の軍人によるクーデタを収拾したが、北部出身者はイロンシを疑いクーデター気運が醸成されていた。アベオクタ兵営の北部出身兵士が1966年7月29日に謀議し、当初は北部の独立案もあったが、経済的困難を官僚やイギリス外交官に指摘され採用しなかった。クーデターはゴウォン中佐をナイジェリア国軍最高司令官として実行された。ムハンマドは自らが指導者になることを望んだが、ゴウォンの方が上官であり、またムハンマドは米英の支持を得られなかった。彼は中佐へ昇級し、司令審査官 (Inspector of Signals) に任命された。
ビアフラ戦争中ムハンマドはナイジェリア国軍の第2師団の総司令官を務めた。第2師団はビアフラ軍に反攻し中西部州を奪還しニジェール川を渡って、ンスッカからエヌグを行軍する第1師団と連携した。イボ人の住む中西部州の国境の町アサバでムハンマドは妊婦がレイプされ殺害された事件のために非難された。ムハンマドはこれを否認し謝罪することはなかった。またニジェール川渡河の際にビアフラ軍が破壊した橋の再建を待ったが、ラゴスの司令部が彼の軍功を妨げようとしていると考え、渡渉を始めた。結果として渡河の備えのない部隊は流れにのまれて対岸のビアフラ軍から標的とされた。ムハンマドは多くの犠牲を伴って2度撤退し、アバガナでも同様の経験をした。燃料タンクがビアフラ軍の爆撃で損傷し、ほぼ全ての輸送用燃料が流出した。ムハンマドは司令部から懲戒を受け、司令官から外されイギリスへの長期休暇を与えられた。
ムハンマドはビアフラ戦争終結後帰国すると司令審査官の地位に戻され、これが軍での最後の任務に思われた。しかし、ゴウォン政権が汚職まみれであるとの評判を聞き、准将としてオバサンジョ准将やテオフィルス・ダンジュマ准将ら他の将校からクーデター計画を聞くと、ナイジェリア軍の勝利に貢献した将校も功績が認められていないとの不満が高まっていると認識し、自分たちがやればゴウォン政権よりましであると考えた。

## 1975年のクーデター
ムハンマドは1975年7月29日ゴウォンがカンパラで開かれたアフリカ統一機構 (OAU) 首脳会議で外遊中にクーデタを実行し、自ら国家元首に就任し、オバサンジョを参謀総長、ダンジュマを陸軍参謀長とした。ムルタラ・ムハマドの政策は民衆の支持を受け、彼の決断は伝説上の英雄に祭り上げられたが、彼が偽善的で汚職は続けられたとの批判もある。
彼の最初の行動の一つは、北部の希望を偏重した1973年の国勢調査を破棄し1963年の数値を使うことであった。ムハンマドは連邦幹部と州政府を取り換え、ゴウォン政権との繋がりを断ち、信頼回復に努めた。1万人以上の公務員が解雇され、年金なども失った。行政、司法、軍、警察、外交、公企業、大学などにも影響を与え、裁判にかけられる者もあった。10万人規模に肥大化した軍の将校も武装解除された。
連邦執行評議会の25の大臣ポストのうちの12が民間人に当てられたが、内閣の権限は最高軍事評議会に次ぐものであった。ムハンマドはかつて州に割り当てられていた連邦政府の権限を停止し、州政府の権限を戻した。新たな軍政知事らは軍事評議会の議席はなかったが、ムハンマドの政策を実施した。連邦政府は2大紙を接収し、御用新聞化して大学も連邦の支配下に置いた。
ムハンマドは第三次国土開発計画を策定した。インフレーションを恐れて通貨供給量を減らし、公企業を抑えて私企業の活性化を訴えた。外交ではナイジェリア優先を掲げ、OPECの協調に脅威を与えた。非同盟外交も放棄し、特にアンゴラに関して顕著となった。これにはキューバとソ連の支援を非難する米国との関係が変わった。OAUは勢力間の和平交渉を仲介していたが、アパルトヘイト政権下の南アフリカによるアンゴラ全面独立民族同盟 (UNITA) 支援を引き合いにして1975年末にムハンマドはソ連側のアンゴラ解放人民運動（アンゴラ人民解放戦線の政治部門）への支持を表明した。

## 暗殺

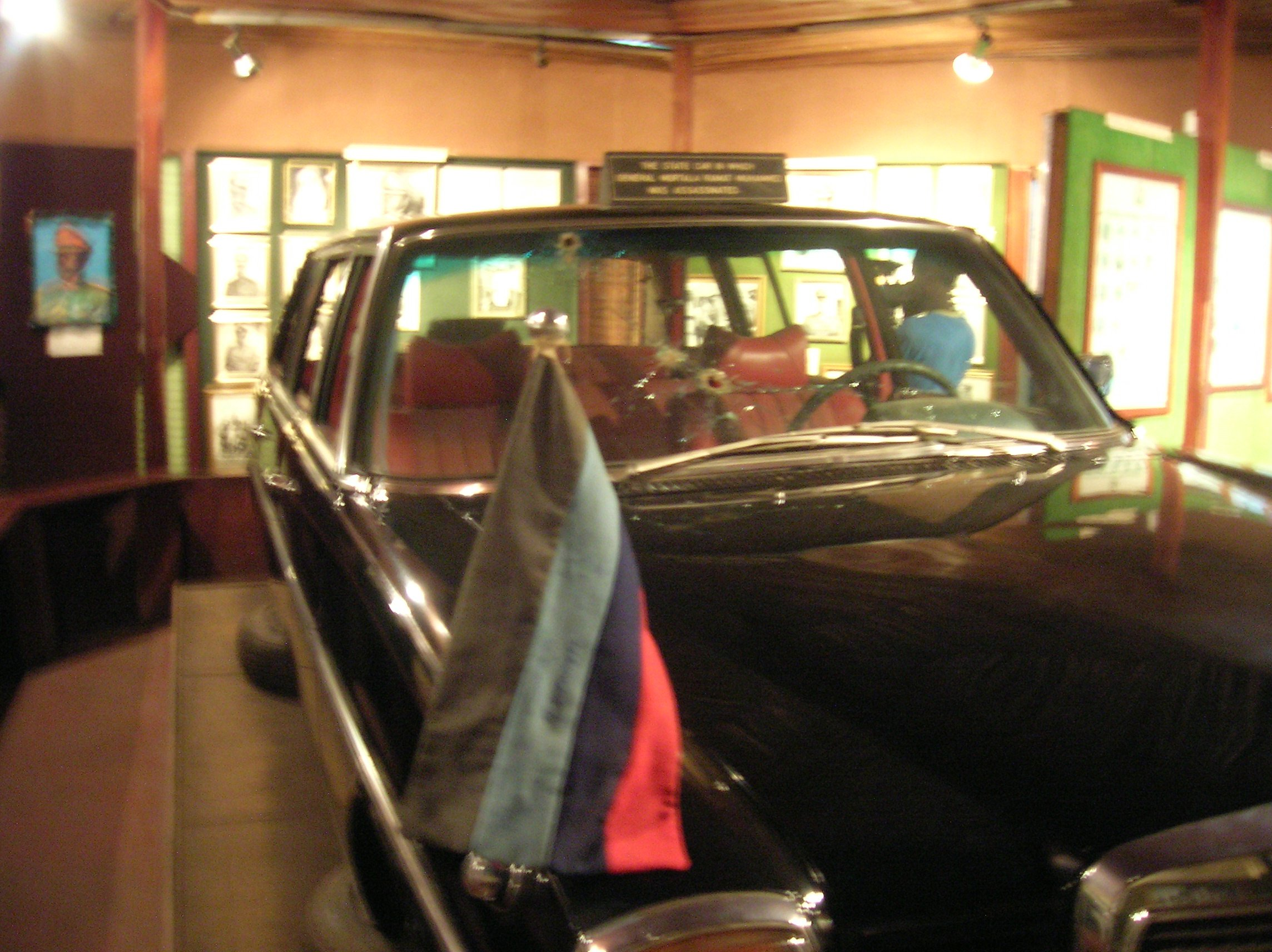
ムハンマドが暗殺された車

ムハンマドは1976年2月13日、ブカ・スカ・ディムカ中佐のクーデタ未遂により殺害された。通勤途中、ラゴスのドーダン兵営に差し掛かった彼の車は待伏せを受け、副官と共に射殺された。反乱はすぐにオバサンジョらにより鎮圧され、ディムカ中佐ら首謀者たちは処刑された。ウォーリック大学に留学中のゴウォンらも首謀者として非難された。政権はオバサンジョが引継いだ。
ムハンマドが暗殺の際に乗っていたリムジンはラゴスの国立博物館に展示されており、ガラスの弾痕も残されている。